# مضاعفات الحمل
مضاعفات الحمل هي المشاكل الصحية التي تنتج عن الحمل. ليس هناك تمييز واضح بين مضاعفات الحمل والأعراض والمضايقات من الحمل.فإن هذه الأخيرة لا تتدخل بشكل كبير مع أنشطة الحياة اليومية أو يشكل أي خطراً كبيراً على صحة الأم أو الطفل. أيضاَ في بعض الحالات نفس المضاعفات الأساسية يمكن أن تظهر إما عدم الراحة فقط أو مضاعفات اعتماداً على شدة الألم.على سبيل المثال غثيان خفيف قد يكون مجرد عدم الراحة (غثيان معتدل قد يكون مجرد انزعاج) (غثيان الصباح) ولكن إذا كانت شديدة مع القيء (التقيؤ) تسبب في المياه الكهرلية خلل (الخلل المياه الحامضة) يمكن أن تصنف على أنها (لذا يمكن تصنيفه على أنه) من مضاعفات الحمل (التقيء الحملي)(القيء المفرط الحملي).في فترة ما بعد الولادة مباشرة 87٪ إلى 94٪ من النساء لديهن مشكلة صحية واحدة على الأقل (على الأقل مشكلة صحية واحدة) أو مشاكل صحية على المدى الطويل (تستمر بعد 6 أشهر من الولادة) والتي أبلغ عنها 31٪ من النساء.المضاعفات الخطيرة للحمل تكون (تكون المضاعفات الخطيرة للحمل) موجودة في 1,6٪ من الأمهات في الولايات المتحدة وفي 5,1٪ من الأمهات في كندا.في عام 2013، أدت مضاعفات الحمل عالميا في 000,293 حالة وفاة انخفاضا من 377000 حالة وفاة في عام 1990.(أدت مضاعفات الحمل عالمياً في عام 2013 انخفاض في 293 ألف حالة وفاة من 377 ألف حالة وفاة في عام 1990.) ومن الأسباب الأكثر شيوعاً نزيف الأمهات ومضاعفات الإجهاض وارتفاع ضغط الدم من الحمل وتعفن دم الأمهات والولادة المتعسرة.

## مشاكل الأمهات
المشاكل التالية تنشأ أساساً في الأم: 

### تمزق العجان
تمزق العجان غير مقصود هو تمزق الجلد وغيره من الهياكل الأنسجة اللينة التي في النساء وفصل المهبل من فتحة الشرج. يحدث تمزق العجان في 85٪ من الولادات المهبلية. خلال 6 أشهر بعد الولادة و21٪ من النساء ما زلن تحت التقرير و11% -49% لاحظوا أن السبب خلف هذا هو المشاكل الجنسية.

### التقيء الحملي
التقيء الحملي هو وجود قيء شديد ومستمر مما يسبب الجفاف وفقدان الوزن. ويشتد هذا القيء صباحاً وهذا الأكثر شيوعاً وهو يؤثر على 2,0-5,0% من النساء الحوامل.
```
ألم حزام الحوض.
```

سببها: ألم حزام الحوض (بي جي بي) اضطراب معقد ومتعدد العوامل، ومن المرجح أن تكون هذه العوامل ممثلة من خلال سلسلة من المجموعات الفرعية توضح مختلف الدوافع الكامنة وراء الألم من الجهاز العصبي الجهاز العصبي أو المركزي (المحيطي أو المركزي)، التراخي تغيير / تصلب العضلات، والتراخي للإصابة الوترية / هياكل رباطية في ميكانيكا الجسم «المال» على التكيف (إلى«سوء التكيف» في ميكانيكا الجسم). ميكانيكا العضلي الهيكلي المشاركة في الأنشطة التي تتحمل المشية (المشي) والوزن يمكن أن تكون خفيفة للضعاف بشكل صارخ.
يؤثر على حوالي 45% من النساء حيث أن 25% وجدوا أن الألم مستمر وعند 8% يشتد PGP بدرجة كبيرة بالنسبة لمعظم.
العلاج: يعتمد العلاج على درجة شدة الألم وهناك حالة خفيفة سيحتاج المريض فيها للراحة والعلاج لإعادة التأهيل والألم في هذه الحالة عادة يمكن التحكم فيه. وستعتمد أكثر الحالات الشديدة على الوسائل المعينة على التنقل والمسكنات القوية والجراحة في بعض الأحيان. واحدة من العوامل الرئيسية في مساعدة النساء على التكيف مع الحالة والتعليم والمعلومات والدعم. هناك العديد من الخيارات العلاجية المتاحة.

### ارتفاع ضغط الدم
(مراحل ارتفاع ضغط الدم الشديدة المحتملة من الحمل هي أساسا:)

#### تسمم الحمل
ارتفاع ضغط الدم الحملي، بروتينية (> 300 ملغ). ينطوي تسمم الحمل الشديد ل
أكثر من 160/110 (مع وجود علامات إضافية).وظهر أنه يؤثر 5-8٪ من حالات الحمل.
تسمم الحمل المضبوطات في المريض قبل الإرتعاجية، تؤثر على حوالي 1.4٪ من حالات الحمل.
```
متلازمة HELLP
```

الانحلالي وفقر الدم ارتفاع إنزيمات الكبد وانخفاض عدد الصفائح الدموية. وتفيد التقارير حدوث كما 0.5-0.9٪ من جميع حالات الحمل..
يتم تضمين الكبد الدهني الحاد أحياناً في الحمل في الطيف ارتعاج. يحدث في واحد تقريباً في 7000 إلى واحد في 000,15 حالة حمل..

### خثار الأوردة العميقة
```
خثار الأوردة العميقة (
خثار وريدي عميق
)
```

لديه معدل 0.5 إلى 7 في 1000 الحمل وهو السبب الثاني الأكثر شيوعاَ لوفيات الأمهات في الدول المتقدمة بعد النزيف.
سببها: الناجم عن الحمل فرط التجلط كرد الفسيولوجية لنزيف حاد محتمل في الولادة. .
العلاج: العلاج الوقائي على سبيل المثال مع الهيبارين منخفضة الوزن الجزيئي قد أشار عند وجود عوامل خطر إضافية لجلطة.

### فقر الدم
مستويات الهيموجلوبين أقل في الثلث الثالث.ووفقا للأمم المتحدة (UN)
تقديرات ما يقارب من نصف النساء الحوامل يعانون من فقر الدم في جميع أنحاء العالم. معدلات انتشار فقر الدم أثناء الحمل تختلف من 18٪ في البلدان المتقدمة إلى 75٪ في جنوب آسيا.يختلف العلاج نظراً لشدة فقر الدم ويمكن زيادة الأطعمة التي تحتوي على الحديد وأقراص الحديد عن طريق الفم أو استخدام حقنا (حقن) الحديد.

### عدوى
المرأة الحامل أكثر عرضة لبعض الأمراض المعدية راض ويتسبب هذا الخطر بنسبة زيادة التسامح المناعي في الحمل لمنع حدوث تفاعل مناعي ضد الجنين وكذلك التغيرات الثانوية الفسيولوجية للأمهات بما في ذلك انخفاض في حجم الجهاز التنفسي وركود البول بسبب توسع الرحم. النساء الحوامل هم الأكثر تضرراً على سبيل المثال من: الأنفلونزا والتهاب الكبد الوبائي والهربس البسيط والملاريا وهو أكثر محدودية في لالكرواني (ألكرواني) والحصبة والجدري والحماق. التهاب الضرع أو التهاب الثدي تحدث في 20٪ من المرضعات. 
يمكن لبعض العدوى أن تنتقل عمودياً ويعني هذا أنها يمكن أن تؤثر على الطفل. 

### سلس البول
وقد تم ربط سلس البول وسلس البول والغائط لجميع طرق الولادة مع حدوث سلس البول في 6 أشهر بعد الولادة يكون 3-7٪ وسلس البول والغائط 1-3٪ .

### اكتئاب ما بعد الولادة
اكتئاب ما بعد الولادة هو معتدل إلى حاد ويعني انطلاق اكتئاب في أي وقت خلال فترة الحمل أو في غضون أربعة أسابيع بعد الولادة.يحدث ذلك في 4-20٪ من حالات الحمل وهذا يتوقف على تعريفه. وفي 38٪ من حالات اكتئاب ما بعد الولادة ما زال الاكتئاب النساء 3 سنوات بعد الولادة. في 0.2٪ من حالات الحمل اكتئاب ما بعد الولادة يؤدي إلى الذهان.

### اضطراب ما بعد الصدمة
فقد وجد أن 13.6٪ من النساء يعانون من اضطراب ما بعد الصدمة في 6 أشهر بعد الولادة.

### اضطرابات الأوعية الدموية والقلب مع الحمل
اضطرابات الأوعية الدموية والقلب مع الحمل هو اسم مرض يشير إلى خطر حمل المرأة المصابة بأمراض القلب والأوعية الدموية. تحدث الاضطرابات بشكل أساسي، بسبب زيادة حجم الدورة الدموية وتعتبر الفترة ما بين الأسبوع الثامن والعشرين والثلاثين الأكثر خطورة على المرأة الحامل، حيث أن قلب الأم الحامل يصبح مغمورًا بسبب زيادة حجم الدم، ذلك أن قلبها يفشل بتروية الأجهزة الحيوية على نحو كاف، وتعتمد قدرة المرأة المصابة بأمراض القلب والأوعية الدموية على إكمال حملها، على نوع ومدى مرضها، والمرأة الحامل مع صمامات قلب اصطناعية تعمل جيدًا، من المتوقع أن تكمل حملها بدون صعوبة، بشرط أن تتلقى رعاية ثابتة ومستمرة قبل الحمل وخلاله وبعده.

### أكثر الاضطرابات الشهيرة
وحسب الدراسات، فإن أكثر مشاكل الأوعية الدموية والقلب التي عادة ما تسبب صعوبة أثناء الحمل، هي، أولًا: تلف الصمامات، الناجم عن حمى الروماتزم أو مرض (بالإنجليزية: Kawasaki)‏، ثانيًا: العيوب الخلقية، مثل عيب الحاجز الأذيني أو تضيق الشريان الأبهر.
وقد تصاب المرأة بفشل الجانب الأيسر من القلب، الذي يحدث بسبب تضيق وقصور الشريان التاجي وتضيق الشريان الأبهر، أو بسبب عجز البطين الأيمن على ضخ الدم للأمام، الواصل إليه من الأذين الأيسر من الدورة الدموية الرئوية، وكذلك بسبب عدم قدرة الصمام التاجي على دفع الدم للأمام، مما يؤدي إلى عمل ضغط من الخلف على الدورة الدموية الرئوية، أما فشل الجانب الأيمن من القلب، فيحدث بسبب قلة الدم المتدفق من البطين الأيمن بالنسبة للكمية الواردة اليه من الاذين الأيمن من التجويف الوريدي، وبسبب قلة ضغط الدم في الشريان الأبهر بسبب قلة الدم الوارد اليه، وأيضًا بسبب ارتفاع ضغط الدم بالتجويف الوريدي.

### تقييم المرأة الحامل المصابة بأمراض القلب
إن عملية تقييم المرأة الحامل المصابة بأمراض القلب، يجب أن تأخذ التاريخ الصحي الكامل بالتفصيل للمريضة، لتوثيق حالة القلب لديها، بسؤالها عن تعرضها للسعال وتجمع السوائل بأطراف جسمها خلال الحمل، وتسجيل ضغط دمها الأساسي ومعدل نبضها ومعدل تنفسها، وسؤالها عن مستوى التمارين التي تقوم بتأديتها.

### العلاج
علاج المرأة الحامل المصابة بأمراض القلب، يكون عبر خفض ضغط الدم لديها، وكذلك أخذها لمدر بول للتقليل من حجم الدم لديها، ويمكن استخدام مضادات التخثر مثل الهيبارين والأدمية التي تمنع (تحصر) عمل خلايا بيتا، لتحسين ملء البطين.

### فشل قلب المرأة الحامل
فشل قلب المرأة الحامل، يؤثر على نمو الجنين، خصوصًا إذا كان الفضل شديدًا، حيث يُنجب الطفل بوزن قليل بسبب قلة وصول الغذاء للجنين، وقلة التروية ستؤدي إلى جعل البيئة المحاطة بالجنين حامضية، إذا أصبح الدم غير كاف لتبادل غاز ثاني أكسيد الكربون، ويمكن حدوث ولادة مبكرة، وهذا يعرض الطفل لعدم النضج بشكل كامل وقدومه بوزن قليل.

### دور الممرضة خلال الولادة
يجب أن تكون الطبيبة والممرضة خلال توليد المرأة الحامل المصابة بأمراض القلب، على علم بالوضع الطبي للمريضة، ويجب أن تعطى الأم مخدرًا مناسبًا، ووضعها على جنبها، ويجب تقييم حالة المريضة بحذر شديد خلال عملية الولادة، لأنها ستكون مرهقة، ويجب تقييم ضغط المريضة ونبضها وتنفسها باستمرار، أما دور الممرضة بعد الولادة، فيتمثل بإعطاء المريضة مضادًا حيويًا مباشرة بعد الولادة وإخبارها بعدم وجود مشاكل أو صعوبات، في حالة ما إذا أرادت الأم إرضاع طفلها، وكذلك يجب إعطاء المريضة ملين للحيلولة دون حدوث إمساك للمريضة.

## مشاكل الجنين
تحدث المشاكل التالية في الجنين أو المشيمة لكن قد يكون لها عواقب وخيمة على الأم كذلك. 

### الحمل خارج الرحم
الحمل خارج الرحم هو زرع الجنين خارج الرحم.
سببها: غير معروف ولكن هناك عوامل خطر كالتدخين وعمر الأم المتقدم والضرر قبل قناتي فالوب.
العلاج: إذا لم يكن هناك قرار من تلقاء أنفسهم وعادة ما أجهض الحمل لمنع إصابة أو وفاة للأم 

### انفكاك المشيمة
انفكاك المشيمة هو انفصال المشيمة من الرحم. 
سببها: الأسباب مختلفة وتشمل عوامل الخطر ارتفاع ضغط الدم الأمهات والصدمات النفسية وتعاطي المخدرات. 
العلاج: ولادة فورية إذا كان الجنين الناضج (36 أسبوعاً أو أكثر) أو إذا كان الجنين الأصغر أو الأم في محنة (تشعر الأم بألم/وجع). في الحالات الأقل شدة مع الأجنة غير الناضجة يمكن رصد الوضع في المستشفى مع العلاج إذا لزم الأمر. 

### الحمل المتعدد
قد تصبح مضاعفات المشيماء وتقاسم نفس المشيمة مع المخاطر الناتجة من متلازمة نقل التوأم إلى التوأم. حتى يمكن أن تصبح مضاعفات المشيماء بجوف سلوي وتقاسم نفس الكيس الذي يحيط بالجنين مما أدى إلى مخاطر انضغاط الحبل السري والتشابك. في حالات نادرة جداً قد يكون هناك التوائم الملتصقة وربما يضعف وظيفة الأعضاء الداخلية.

### العدوى المنتقلة عمودياً
الجنين تكون وظيفة المناعة قليلة أو معدومة لديه (يكون وظيفة المناعة قليلة أو معدومة لدى الجنين)و يعتمدون على وظيفة المناعة من الأم. يمكن أن العديد من مسببات الأمراض عبور المشيمة والسبب إصابة (في الفترة المحيطة بالولادة). تنتج الكائنات الحية الدقيقة في كثير من الأحيان المرض طفيفة في الأم هي خطيرة جداً لنمو الجنين. هذا يمكن أن يؤدي إلى الإجهاض التلقائي أو اضطرابات النمو الرئيسية. بالنسبة لكثير من الأمراض والطفل هو أكثر عرضة للخطر في مراحل معينة من الحمل. المشاكل المتعلقة العدوى في الفترة المحيطة بالولادة ليست دائما ملحوظة. 
عوامل زيادة المخاطر (إما إلى امرأة أوالجنين أو كليهما) من مضاعفات الحمل بعيداً عن المستوى الطبيعي من المخاطر قد تكون موجودة في التعريف الطبي للمرأة سواءً قبل أن تصبح حاملا أو أثناء الحمل وهذه العوامل موجودة سابقاً قد تتصل الصحة البدنية و/ أو العقلية و/ أو المشاكل الأجتماعية أو وجود أكثر من مشكلة من هذه المشاكل معاً.
وتشمل بعض عوامل الخطر الشائعة: 
عمر أحد الوالدين
الآباء والأمهات المراهقات
الآباء والأمهات كبار السن
مزيد من المعلومات: عمر الأب وتأثير عمر الأم والحمل فوق سن 50
التعرض للسموم البيئية في الحمل

## التعرض للأدوية الترفيهية في فترة الحمل
(يمكن أن يسبب) الإيثانول أثناء الحمل يمكن أن يسبب متلازمة الكحول الجنينية واضطراب الجنين بسبب الكحول.
و التدخين والحمل يسبب ضعف وخطر تمزق الأغشية قبل الأوان وانفكاك المشيمة والمشيمة المنزاحة كما أنه يسبب ارتفاع احتمالات 30٪ من الأطفال الذين يولدون قبل الأوان. 
يرتبط التعرض للكوكايين قبل الولادة على سبيل المثال الولادة المبكرة والتشوهات الخلقية واضطراب نقص الأنتباه. 
التعرض الميتامفيتامين (الميثامفيتامين) قبل الولادة يمكن أن يسبب الولادة المبكرة والتشوهات الخلقية. وكشفت تحقيقات أخرى النتائج الوليدية (حديثي الولادة) قصيرة الأجل لتشمل العجز الصغير في وظيفة السلوك العصبي للرضع وتقييد النمو بالمقارنة مع الرضع الطبيعي.يعتقد أن استخدام الميثامفيتامين قبل الولادة أن يكون لها آثار طويلة الأجل من حيث نمو الدماغ والتي تستمر لسنوات عديدة.
وربما يرتبط القنب في الحمل مع الآثار السلبية على الطفل في وقت لاحق في الحياة.
التعرض للعقاقير صيدلانية في الحمل المضادة للاكتئاب على سبيل المثال قد تزيد من المخاطر مثل هذه النتائج كالولادة المبكرة. 

## إشعاعات أيونية
المخاطر الناجمة عن الحمل السابق: 
مضاعفات شهدت (شهدت مضاعفات)خلال الحمل السابق من المرجح أن تتكرر.
العديد من حالات الحمل السابقة. النساء الذين لديهم خمس حالات في فترات الحمل السابقة وتواجه مخاطر متزايدة للعمل السريع جداً والنزيف بعد الولادة .
الأجنة السابقة المتعددة.النساء الذين لديهم أكثر من جنين واحد في وجه الحمل السابق زيادة خطر المشيمة .

## الحمل المتعدد
```
وهو وجود أكثر من 
جنين
 واحد في الحمل واحد .
```

العوامل الأجتماعية والأقتصادية والأجتماعية بصفة عامة والنساء غير المتزوجات وأولئك في المجموعات الأجتماعية الأقتصادية الدُنيا تجربة زيادة مستوى الخطر في الحمل ويرجع ذلك جزئياً على الأقل إلى عدم الحصول على الرعاية السابقة للولادة المناسبة ==الحمل غير المرغوب فيه== الحمل غير المقصود تمنع الرعاية ما قبل الحمل والتأخير الرعاية السابقة للولادة. أنها تحول دون الرعاية الوقائية الأخرى قد يعطل خطط الحياة وفي المتوسط يكون صحية أسوأ والنتائج النفسية للأم وإذا تحدث الولادة والطفل.
ارتفاع الحمل في النساء اللواتي ارتفاعهن أقل من 1.5 متر (5 أقدام) يرتبط مع ارتفاع حالات الولادة المبكرة ونقص الوزن لدى الأطفال أيضاً وهؤلاء النساء أكثر عرضة للإصابة في الحوض والتي يمكن أن تؤدي إلى مثل هذه التعقيدات أثناء الولادة كما عسر الولادة .

## الوزن
انخفاض الوزن: النساء اللواتي الوزن قبل الحمل أقل من 45.5 كجم (£ 100) هم أكثر عرضة لإنجاب أطفال ناقصي الوزن .
هم أكثر عرضة لإنجاب الأطفال الكبيرة جداً (طفل بدين) قد يزيد صعوبات في الولادة النساء البدينات. تزيد السمنة أيضاً من فرص الإصابة بسكر الحمل وارتفاع ضغط الدم وتسمم الحمل وتعاني من تأخر موعد الولادة و/ أو التي تتطلب الولادة القيصرية .
داء واغل في فترة الحمل وهو مرض وحالة نتيجة مباشرة لفترة الحمل مثل مرض السكري أثناء الحمل .SLE في أمراض الحمل أو الغدة الدرقية أثناء الحمل.

## الحمل العالي الخطورة
يمكن لبعض الاضطرابات أن تعني أن الحمل عالي الخطورة قد تكون موانع (حوالي 6-8٪ من حالات الحمل في الولايات المتحدة الأمريكية) في الحالات القصوى. الحمل عالي الخطورة هي المحور الرئيسي لأطباء متخصصين في طب الأمومة والجنين .
الاضطرابات الحالية قبل الخطيرة التي يمكن أن تقلل من قدرة المرأة الجسدية البقاء على قيد الحياة فترة الحمل وتشمل مجموعة من العيوب الخلقية (أي الشروط التي على المرأة نفسها ولدت على سبيل المثال وتلك من القلب أو الأعضاء التناسلية وبعض منها مدرجة أعلاه) والأمراض المكتسبة في أي وقت خلال حياة المرأة.

## مخاطر الحمل المنخفضة
(الحمل المنخفض المخاطر)
أظهر بحث هولندي في عام 2010 أن "الحمل المنخفض المخاطر" ("مخاطر الحمل المنخفضة")في هولندا قد تحمل في الواقع أكثر عرضة للوفاة في الفترة المحيطة بالولادة من "الحمل العالي المخاطر". تقرير إخباري طبي لاحظ أنه "في ظل النظام الهولندي الرعاية التوليدية ويشرف النساء ذوات الحمول (الحمل) منخفضة المخاطر التي كتبها قابلة في الرعاية الصحية الأولية مع اختيار خدمة التوصيل إلى المنازل أو المستشفى. أن تلك العوامل المعقدة المحتملة يشرف عليها طبيب التوليد طوال فترة الحمل ونظراً لتسليم المستشفى.